# Melanesobasis simmondsi
Melanesobasis simmondsi är en trollsländeart som först beskrevs av Tillyard 1924.  Melanesobasis simmondsi ingår i släktet Melanesobasis och familjen dammflicksländor. Inga underarter finns listade i Catalogue of Life.